# Guilherme de Saxe-Weimar-Eisenach
O príncipe Guilherme de Saxe-Weimar-Eisenach (21 de Dezembro de 1853 – 15 de Dezembro de 1924) foi um membro da Casa de Saxe-Weimar-Eisenach.

## Vida

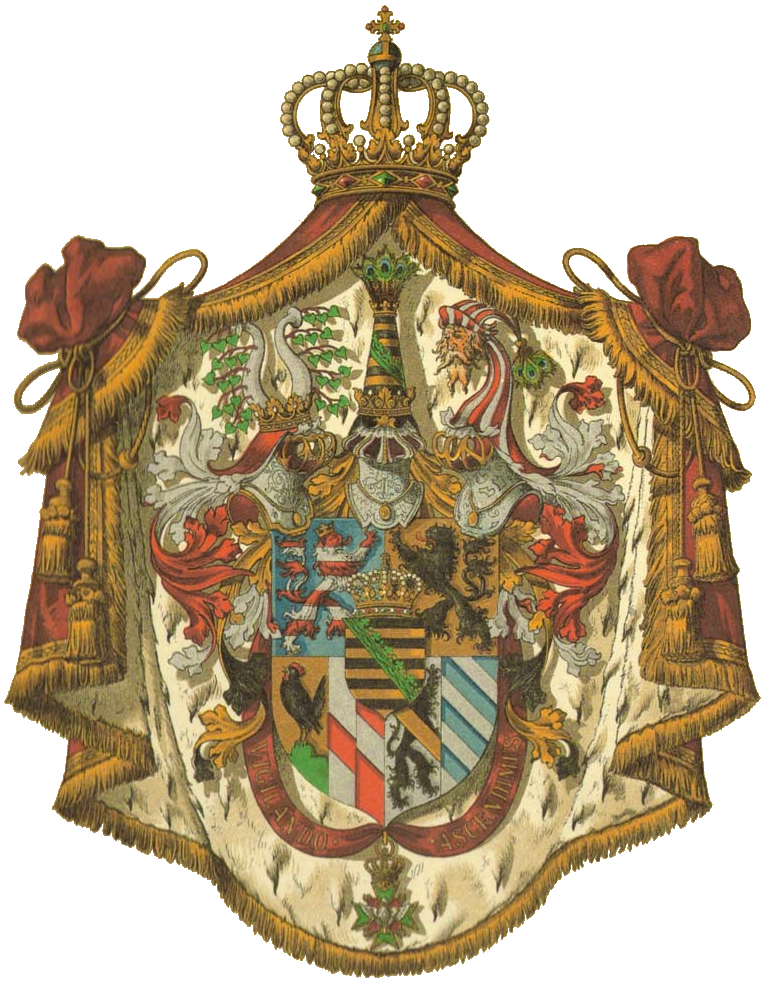
Brasão de armas do grão ducado de Saxe-Weimar-Eisenach

O príncipe Guilherme de Saxe-Weimar-Eisenach nasceu a 21 de Dezembro de 1853 em Estugarda. Era o filho mais velho do príncipe Hermano de Saxe-Weimar-Eisenach e da princesa Augusta de Württemberg (1826-1898). O príncipe Guilherme passou por dificuldades financeiras e o seu sobrinho, o grão-duque obrigou-o a viver longe de Weimar. Guilherme foi o herdeiro presumível do grão-duque Guilherme Ernesto desde que ele subiu ao trono em 1901 até ao nascimento do seu primeiro filho em 1912. A primeira esposa do grão-duque, Carloina de Reuss morreu em 1905, mas Guilherme Ernesto voltou a casar-se novamente de modo a garantir que a linha de sucessão ficava no ramo principal da família.
O príncipe Guilherme tinha uma relação conturbada com o seu filho mais velho. O príncipe Hermano casou-se morganaticamente com Wanda Paola Lottero, uma actriz italiana, a 5 de Setembro de 1909 em Londres. Devido ao seu estilo de vida extravagante, a família grão-ducal obrigou-o a renunciar aos seus direitos de sucessão, à sua forma de tratamento real, ao seu título e aos seus direitos, dando-lhe depois um título nobiliárquico com menor importância, conde Ostheim, e um pequeno rendimento que seria cortado se ele regressasse ao grão-ducado. O príncipe Guilherme também tinha má reputação e o seu comportamento não agradava ao chefe da família. Quando era jovem, o príncipe Guilherme fugiu para os Estados Unidos, onde trabalhou como instrutor de equitação, escriturário, agente literário e até empregado num restaurante em Nova Iorque, mas a sua família acabou por convencê-lo a regressar à Alemanha, casar-se com a sua prima em segundo grau e viver com um pequeno rendimento atribuído pelo chefe da casa.

## Casamento e família
O príncipe Guilherme casou-se com a princesa Gerta de Ysenburg-Büdingen (1863-1945), filha de Fernando Maximiliano I, Príncipe de Ysenburg-Büdingen (1824-1903) e da princesa Augusta Maria Gertrudes de Hanau-Horowitz (1829-1887), a 11 de Abril de 1885 em Wächtersbach, Alemanha. Guilherme e Gerta tiveram três filhos:
- Hermano de Saxe-Weimar-Eisenach.[4] (14 de Fevereiro de 1886 – 6 de Junho de 1964), casado primeiro com Wanda Paola Lottero, de quem se divorciou ao fim de dois anos; sem descendência. Casado depois com Suzanne Aagot Midling; com descendência. Casado por último com Isabel Neilson, filha do escritor britânico Francis Neilson; sem descendência.
- Alberto Guilherme de Saxe-Weimar-Eisenach.[5] (23 de Dezembro de 1886 - 9 de Setembro de 1918), morreu aos trinta-e-um anos de idade; sem descendência.
- Sofia de Saxe-Weimar-Eisenach.[6] (25 de Julho de 1888 - 18 de Setembro de 1913), suicidou-se quando tinha vinte-e-cinco anos de idade; sem descendência.

O segundo filho de Guilherme, Alberto Guilherme, morreu em combate durante a Primeira Guerra Mundial a 9 de Setembro de 1918 em Gouzeaucourt, França.

## Genealogia
| Guilherme de Saxe-Weimar-Eisenach | Pai: Hermano de Saxe-Weimar-Eisenach | Avô paterno: Bernardo de Saxe-Weimar-Eisenach | Bisavô paterno: Carlos Augusto, Grão-Duque de Saxe-Weimar-Eisenach |
| Guilherme de Saxe-Weimar-Eisenach | Pai: Hermano de Saxe-Weimar-Eisenach | Avô paterno: Bernardo de Saxe-Weimar-Eisenach | Bisavó paterna: Luísa de Hesse-Darmstadt                           |
| Guilherme de Saxe-Weimar-Eisenach | Pai: Hermano de Saxe-Weimar-Eisenach | Avó paterna: Ida de Saxe-Meiningen            | Bisavô paterno: Jorge I, Duque de Saxe-Meiningen                   |
| Guilherme de Saxe-Weimar-Eisenach | Pai: Hermano de Saxe-Weimar-Eisenach | Avó paterna: Ida de Saxe-Meiningen            | Bisavó paterna: Luísa Leonor de Hohenlohe-Langenburg               |
| Guilherme de Saxe-Weimar-Eisenach | Mãe: Augusta de Württemberg          | Avô materno: Guilherme I de Württemberg       | Bisavô materno: Frederico I de Württemberg                         |
| Guilherme de Saxe-Weimar-Eisenach | Mãe: Augusta de Württemberg          | Avô materno: Guilherme I de Württemberg       | Bisavó materna: Augusta de Brunsvique-Volfembutel                  |
| Guilherme de Saxe-Weimar-Eisenach | Mãe: Augusta de Württemberg          | Avó materna: Paulina Teresa de Württemberg    | Bisavô materno: Luís de Württemberg                                |
| Guilherme de Saxe-Weimar-Eisenach | Mãe: Augusta de Württemberg          | Avó materna: Paulina Teresa de Württemberg    | Bisavó materna: Henriqueta de Nassau-Weilburg (1780–1857)          |